# Hammam Beni Salah
Hammam Beni Salah est une commune de la wilaya d'El Tarf en Algérie.